# قرار مجلس الأمن التابع للأمم المتحدة رقم 1999
قرار مجلس الأمن التابع للأمم المتحدة رقم 1999، المعتمد بدون تصويت في 13 يوليو 2011 بعد دراسة طلب جمهورية جنوب السودان للانضمام إلى عضوية الأمم المتحدة. وأوصى المجلس الجمعية العامة بقبول جنوب السودان.
تم اتخاذ القرار بناء على طلب من رئيس جنوب السودان سلفا كير. أصبح جنوب السودان العضو 193 في الأمم المتحدة.

## روابط خارجية
- نص القرار في undocs.org